# Il ragazzo dai pantaloni rosa
Il ragazzo dai pantaloni rosa è un film del 2024, diretto da Margherita Ferri.
La pellicola racconta la storia realmente accaduta di Andrea Spezzacatena, vittima di bullismo e cyberbullismo omofobo, che si tolse la vita impiccandosi con una sciarpa in casa sua a Roma il 20 novembre 2012 all'età di 15 anni appena compiuti il 14 novembre.

## Trama
Andrea Spezzacatena è un adolescente che vive con i genitori Teresa e Tommaso e il fratello minore Daniele. Grazie alle sue doti canore viene invitato a partecipare alle prove di un coro papale nel quale verrà ammesso: qui resta colpito da Christian Todi, un ragazzo ripetente con cui si trova a condividere la classe all'inizio della terza media. Andrea fa amicizia con una compagna di scuola, Sara, e riesce a diventare amico anche di Christian aiutandolo nello studio. Tuttavia quest'ultimo prende le distanze da lui quando tra i due solo Andrea viene scelto tra i giovani cantanti destinati a fare un'esibizione canora per il papa.
Andrea subisce un duro colpo quando i suoi genitori gli annunciano di voler divorziare. Christian apparentemente si riavvicina a lui, al che Andrea gli confessa i suoi turbamenti, oltre al fatto che, a causa di essi, ha bagnato il letto nel sonno; tuttavia, Christian rivela l'accaduto alla loro classe. Infatti, quando entra in aula, il ragazzo trova sulla lavagna un disegno di lui con il letto bagnato, e tutta la classe che ridendo lo prende in giro.
Il primo anno di superiori, Andrea è preoccupato nello scoprire di dover condividere la scuola con Christian, il quale sembra assumere nuovamente un atteggiamento amichevole nei suoi confronti. Un giorno Teresa, la madre di Andrea, gli compra un paio di pantaloni rossi, che diventano rosa quando vengono lavati. Il ragazzo li indossa comunque con grande entusiasmo e questo lo rende bersaglio di diverse prese in giro da parte dei suoi compagni.
Per San Valentino, Andrea esce con Sara e la bacia dichiarandosi innamorato di lei. Quando la ragazza gli spiega di non ricambiare tale sentimento, Andrea le rinfaccia la cotta non ricambiata che lei aveva per Christian, spingendola a troncare il loro rapporto. Andrea riprende a uscire con Christian e il suo gruppo, nonostante le avvertenze di Sara di non farlo. Inizia a fare atletica con il gruppo di Christian, e, dopo aver fatto vincere loro una gara, questi ultimi gli rivelano un'idea per una bravata che vogliono compiere. Per la festa di fine anno, infatti, Christian propone ad Andrea di partecipare a uno scherzo con lui e i suoi amici consistente nel fare irruzione al ballo travestiti "da prostitute". Il ragazzo si presenta all'evento adeguatamente truccato e vestito, anche con l'aiuto di sua madre, ma lì scopre di essere stato ingannato e di essere l'unico truccato in quel modo. Christian e il suo gruppo lo aggrediscono in bagno e lo trascinano davanti a tutti, umiliandolo pubblicamente, facendogli lasciare la festa in lacrime.
A causa di questa umiliazione, il suo rendimento scolastico peggiora sempre di più: Andrea viene infatti rimandato a settembre dopo aver rischiato più volte la bocciatura. Durante l'estate si chiude sempre più in sé stesso, e un giorno scopre che i suoi compagni hanno aperto un gruppo Facebook con lo scopo di deriderlo e insultarlo per la sua presunta omosessualità e per i suoi comportamenti non conformi di genere. Alla ripresa della scuola, Andrea si tinge le unghie e dà inizio a una rissa con Christian, affrontandolo per la gogna mediatica a cui l'ha esposto.
Rassegnato all'idea di essere soggetto della crudeltà dei compagni per tutti gli anni di scuola che gli restano, Andrea decide di togliersi la vita. Prima di tale gesto, si riconcilia con Sara, baciandola e salutandola prima della sua partenza per Parigi, e festeggia il suo quindicesimo e ultimo compleanno alle giostre con la sua famiglia.
In seguito alla morte di Andrea, Teresa, devastata dal dolore, scrive un libro intitolato Andrea: Oltre il pantalone rosa, che dedica ai suoi due figli.
I titoli finali rivelano che, dopo il suicidio del figlio, Teresa è entrata nel suo account Facebook, scoprendo il cyberbullismo che Andrea ha subito e che lo ha spinto a togliersi la vita. La donna dedica il resto della sua vita a sensibilizzare i giovani sui pericoli del cyberbullismo.

## Distribuzione
Il film è stato presentato in anteprima alla Festa del Cinema di Roma il 24 ottobre 2024. Dopo le anteprime del 4 novembre 2024 riservate alle scuole, è uscito nelle sale cinematografiche italiane il 7 novembre 2024. Il film è disponibile su Netflix dal 19 marzo 2025.

## Colonna sonora
Il tema principale, Canta ancora, è interpretato da Arisa. Il brano è stato presentato dal vivo per la prima volta a Riccione a Ciné alle Giornate Professionali a luglio 2024 riscuotendo grande successo e successivamente il 16 settembre 2024 a Cagliari in occasione del programma televisivo Tutti a scuola, accompagnata dall'Orchestra Regionale dei Licei Musicali del Veneto.

## Accoglienza

### Incassi
Ha debuttato alla quarta posizione del botteghino nel fine settimana compreso fra l'8 e il 10 novembre 2024, con un incasso di 873599 €. Al 25 novembre 2024 il film ha incassato 5564123 €. Il 6 dicembre 2024, con un incasso di 7491395 €, e 1.148.353 presenze, risulta essere il film italiano dell'anno con il maggior incasso, nonché il secondo in epoca post-pandemica, dopo C'è ancora domani. L'incasso totale è di 10050674 €.

### Critica
Il film ha ricevuto recensioni generalmente favorevoli dalla critica cinematografica.
Vania Amitrano di Ciak afferma che il film si presenta «mai caricato di un pathos superfluo» apprezzando la regia e la sceneggiatura che è in grado di «veicolare con la leggerezza necessaria un contenuto forte che prima di tutto possa arrivare direttamente all’esperienza ordinaria di ogni adolescente» ma che «non nega qualche aspetto più drammatico della coscienza interiore del protagonista, il cui senso di fallimento resta indispensabile da raccontare», apprezzando l'uso del voice over. Giulia Lucchini del Cinematografo afferma che il film «riesce a rendere le difficoltà dell’essere un quattordicenne», sebbene avrebbe apprezzato «personaggi maggiormente approfonditi, dialoghi un po' meno didascalici e senza la voce fuori campo», apprezzando comunque «il fine non solo di denuncia del bullismo, ma anche educativo».

## Riconoscimenti
- 2024 – Ciak d'oro
  - Candidatura alla migliore attrice protagonista a Claudia Pandolfi
- 2025 – David di Donatello
  - Candidatura alla migliore sceneggiature adattata a Roberto Proia
  - Candidatura al premio David Giovani
- 2025 – Nastro d’argento
  - Miglior canzone originale per Canta ancora

## Casi mediatici
Su iniziativa dell'Osservatorio Nazionale Bullismo e Disagio giovanile, il film è stato proiettato nella Giornata delle Forze Armate (4 novembre 2024) a una platea di 600 studenti di Velletri come film-manifesto contro l'omofobia.
A Treviso un gruppo di genitori ha espresso contrarietà alla proiezione del film agli studenti, ritenendo il tema "inadatto" e tentando di bloccarne l'anteprima, che dopo un primo rinvio si è comunque tenuta regolarmente.
A Roma, durante la proiezione del film, alcuni studenti hanno espresso pesanti commenti omofobi tanto da provocare l'interruzione dell'anteprima. Dopo aver riconosciuto la gravità del loro gesto ed essersi autodenunciati, gli studenti sono stati convocati dal ministro dell'Istruzione Giuseppe Valditara che ha ulteriormente ribadito la necessità di combattere il bullismo, esortandoli a cambiare atteggiamento.